# В городе Сочи тёмные ночи
«В городе Сочи тёмные ночи» — советский фильм 1989 года, представитель так называемого «кооперативного кино», участник Каннского кинофестиваля 1990 года.

## Сюжет
Действие картины происходит в разных городах — Москве, северном провинциальном городке и в Сочи. Персонажи — обычные люди — врачи и артисты, продавцы и рабочие, оказавшиеся перед лицом последствий событий Перестройки. Главные герои: Лена (Наталья Негода) — 24-летняя недоучившаяся студентка, брошенная любимым человеком и пытающаяся наладить свою жизнь. Сантехник Степаныч 45 лет (Алексей Жарков) — матёрый аферист, ловко входящий в доверие к людям и исчезающий с крупными суммами денег. 
Другие действующие лица — их знакомые, коллеги, родные, пути которых постоянно пересекаются.

## В ролях
| Актёр                      | Роль                                      |
| -------------------------- | ----------------------------------------- |
| Алексей Жарков             | Степаныч                                  |
| Наталья Негода             | Лена                                      |
| Анастасия Вертинская       | мать Лены                                 |
| Александр Леньков          | отец Лены                                 |
| Анна Тихонова              | продавщица Жанна                          |
| Григорий Мануков           | Олег Стрельников                          |
| Александр Алексеев-Негреба | директор театра                           |
| Александр Миронов          | милиционер Кондаков                       |
| Вацлав Дворжецкий          | Фёдор Фёдорович Стрельников               |
| Андрей Соколов             | сын Степаныча Боря                        |
| Игорь Золотовицкий         | Губанищев                                 |
| Леван Мсхиладзе            | бывший жених Лены Саша                    |
| Мария Евстигнеева          | бывшая подружка Лены Марина               |
| Юрий Назаров               | Стекольщик                                |
| Борис Сморчков             | отец Жанны                                |
| Инна Ульянова              | дама в ресторане                          |
| Ервант Арзуманян           | главный режиссёр театра Ашот Арамович     |
| Александра Табакова        | Маша                                      |
| Андрей Фомин               | драматург                                 |
| Надежда Маркина            | жена Олега Стрельникова Соня              |
| Георгий Саакян             | актер, игравший Сталина                   |
| Владимир Трошин            | актер, игравший Ворошилова                |
| Виктор Уральский           | актер, игравший Калининаа                 |
| Александр Кавалеров        | Эпизод                                    |
| Валерий Афанасьев          | обманутая жертва Степаныча (нет в титрах) |
| Инна Ульянова              | обманутая жертва Степаныча (нет в титрах) |

## Съёмочная группа
- Автор сценария — Мария Хмелик
- Режиссёр — Василий Пичул
- Оператор — Ефим Резников
- Художник — Николай Терехов
- Композитор — Владимир Матецкий
- Продюсер — Марк Левин